# Chorloogiin Bajanmönch
Chorloogiin Bajanmönch (geb. mongolisch Довчингийн Баянмөнх, mongolisch Хорлоогийн Баянмөнх; * 22. Februar 1944 in Chjargas, Uws-Aimag, Mongolei) ist ein ehemaliger mongolischer Freistilringer.
Bajanmönch nahm zwischen 1968 und 1976 dreimal an Olympischen Sommerspielen teil. Bei den Olympischen Sommerspielen 1972 gewann er im Schwergewicht nach einer Finalniederlage gegen den Russen Iwan Jarygin die Silbermedaille.
1975 wurde er in Minsk Weltmeister im Schwergewicht.

## Erfolge
Olympische Spiele
- 1968 in Mexiko-Stadt: 5.
- 1972 in München: 2.
- 1976 in Montreal: 5.

 Weltmeisterschaften
- 1969 in Mar del Plata: 6.
- 1970 in Edmonton: 4.
- 1971 in Sofia: 2.
- 1973 in Teheran: 4.
- 1974 in Istanbul: 2.
- 1975 in Minsk: 1.

Asienspiele
- 1974 in Teheran: 1. (Freistil)
- 1974 in Teheran: 2. (griechisch-römisch)